# Francis Grant

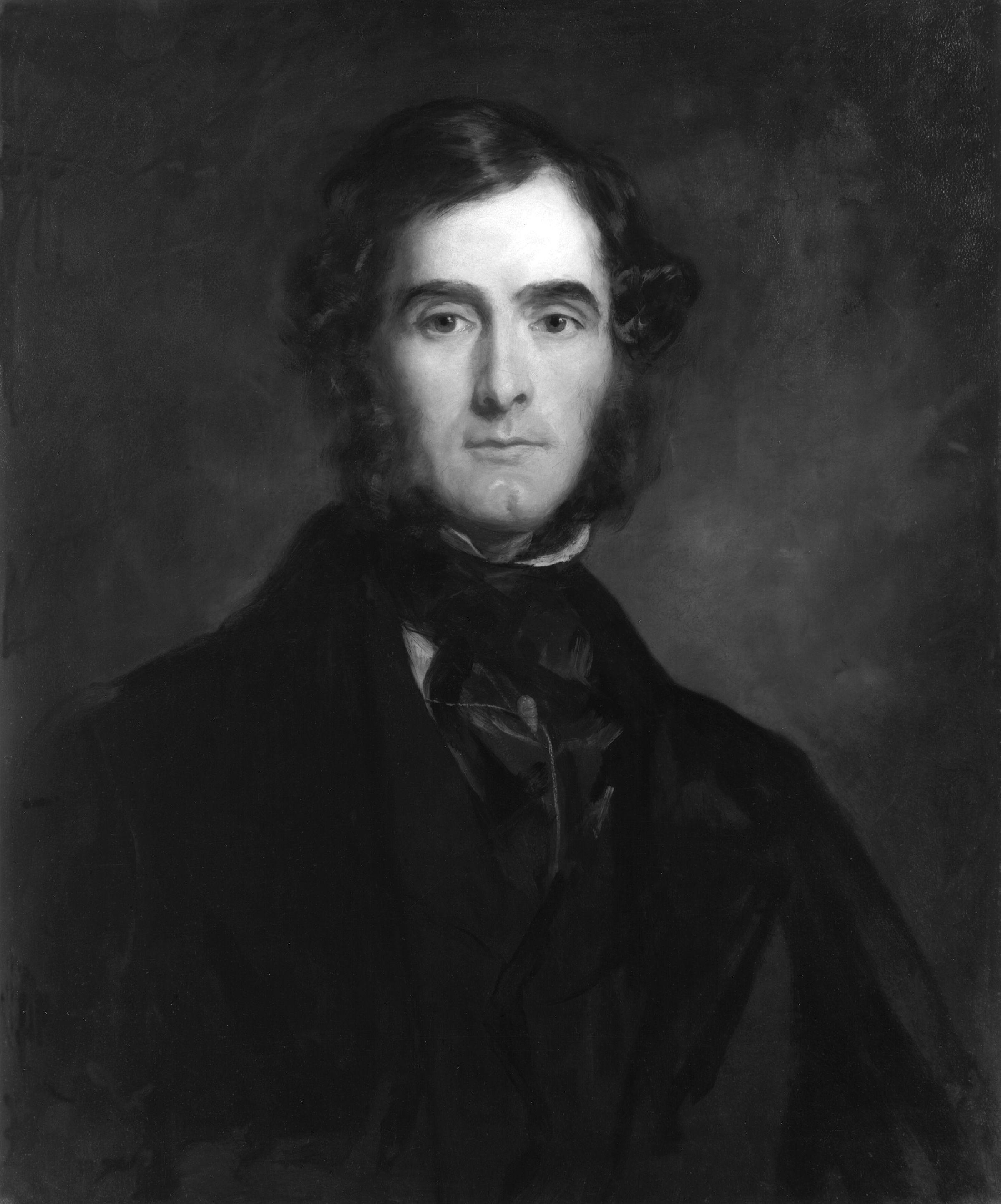
Sir Francis Grant, självporträtt.

Francis Grant, född den 18 januari 1803 i Kilgraston, Perthshire, död den 5 oktober 1878 i London, var en skotsk målare. Han var bror till James Hope Grant.
Grant, som 1857 blev medlem av, 1866 president för Londons konstakademi, var en i den förnäma världen mycket uppskattad porträttmålare, som med stor elegans återgav personerna starkt idealiserade utan djupgående karakteristik i verkningsfulla lantliga omgivningar, särskilt med hästar och jakthundar (vilka tidvis Edwin Henry Landseer målade för honom). Till de mest kända hör: Drottning Viktoria till häst (1841), Fältmarskalken lord Clyde (1861), Elgin (1862), Disraeli av  Benjamin Disraeli (1863), Hertigen av Cambridge (1868), Palmerston (1874), Lord Herbert, Lord John Russell, Macaulay, Viscount Hardinge på slagfältet, Lord Campbell med flera. Han blev ledamot av svenska Konstakademien 1871.